# Újlőrincfalva, Heves
Újlőrincfalva  este un sat în districtul Füzesabony, județul Heves, Ungaria, având o populație de 229 de locuitori (2011). 

## Demografie
Componența etnică a satului Újlőrincfalva
     Maghiari (98,47%)
     Necunoscut (1,53%)
     Alții (1,53%)
Componența confesională a satului Újlőrincfalva
     Romano-catolici (55,9%)
     Reformați (11,79%)
     Fără religie (9,61%)
     Necunoscută (22,71%)
     Alte religii (1,75%)
Conform recensământului din 2011, satul Újlőrincfalva avea 229 de locuitori. Din punct de vedere etnic, majoritatea locuitorilor (98,47%) erau maghiari. Apartenența etnică nu este cunoscută în cazul a 1,53% din locuitori.  Din punct de vedere confesional, majoritatea locuitorilor (55,9%) erau romano-catolici, existând și minorități de reformați (11,79%) și persoane fără religie (9,61%). Pentru 22,71% din locuitori nu este cunoscută apartenența confesională.